# Urban Agnas
Karl Erik Urban Agnas, född 20 september 1961 i Leksands församling, Kopparbergs län, är en svensk trumpetare och trumpetpedagog. 
Agnas började spela trummor vid tre års ålder. Hans första trumpetlärare var jazztrumpetaren Sege Johansson. Från 1977 till 1981 studerade Agnas för norrmannen Harry Kvebæk, och 1981 till 1982 för Claes Strömblad vid Ingesunds musikhögskola. 
Efter ett vikariat i Stockholms filharmoniska orkester valde Urban Agnas att spela med en grupp studiomusiker och lade tillfälligt den klassiska repertoaren åt sidan. År 1986 återupptog han den och vann pris vid tävlingen ARD Wettbewerb i München. 1987–89 arbetade han som solotrumpetare i Göteborgs Symfoniker och 1989–92 som solotrumpetare i Stockholms filharmoniska orkester. Sedan 2002 är han professor i trumpet vid musikhögskolan i Köln.
Han deltog på scen i Eurovision Song Contest 1988 tillsammans med Tommy Körberg då de framförde bidraget Stad i ljus.
Urban Agnas bror Joakim Agnas är också trumpetare. Tillsammans spelar de sedan 1985 i Stockholms Kammarbrass.